# باغ و عمارت امیر
باغ و عمارت امیر (کبیر) مربوط به دوران‌های تاریخی پس از اسلام - قاجاریان است و در تبریز، بلوار آزادی، خیابان امیرکبیر (منطقهٔ ۴ شهرداری) واقع شده و این اثر در تاریخ ۱۶ شهریور ۱۳۸۳ با شمارهٔ ثبت ۱۱۱۱۶ به‌عنوان یکی از آثار ملی ایران به ثبت رسیده‌است.
امیرکبیر در دوران ولیعهدی محمدشاه قاجار به همراه پدرش در تبریز و در دستگاه ولیعهد حضور داشت. او خانه‌باغی هم به دور از حرمخانه (واقع در مرکز شهر) در منطقه‌ای که امروزه به نام او «وزیرآباد» خوانده می‌شود، احداث نمود و مدتی به همراه خانواده‌اش ساکن آن بود. پس از اینکه امیرکبیر به همراه محمدشاه به تهران منتقل شد، این خانه‌باغ مورد استفاده قرار نگرفت و بیش از ۹۰ درصد آن تخریب گردید. نهایتاً در سال ۱۳۹۲ خورشیدی با رعایت شکل اولیهٔ خود مرمت گردید. امروزه خیابانی هم که این خانه‌باغ را به کمربندی میانی تبریز متصل می‌کند، «خیابان امیرکبیر» نام گرفته‌است.

## نگارخانه

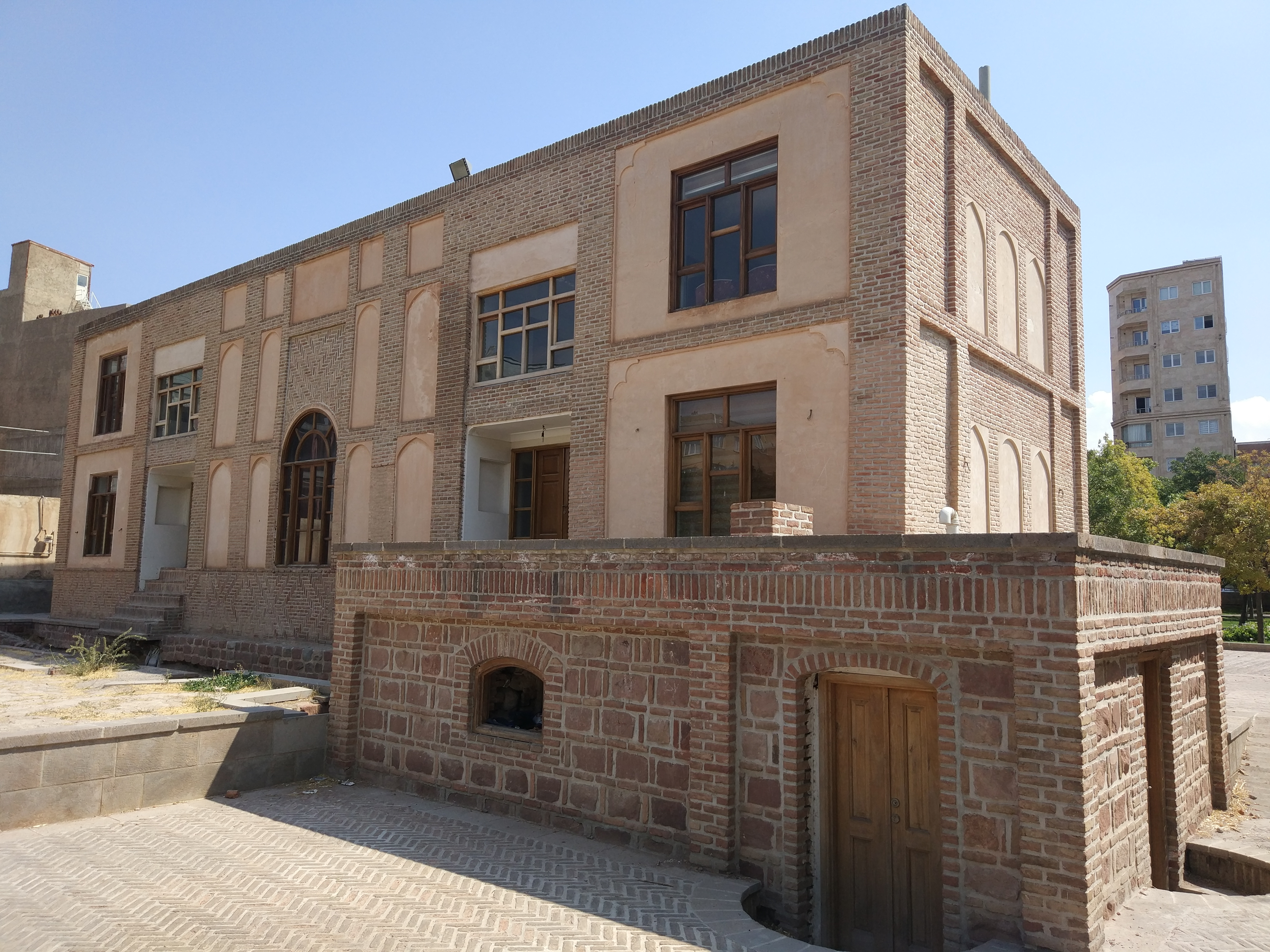
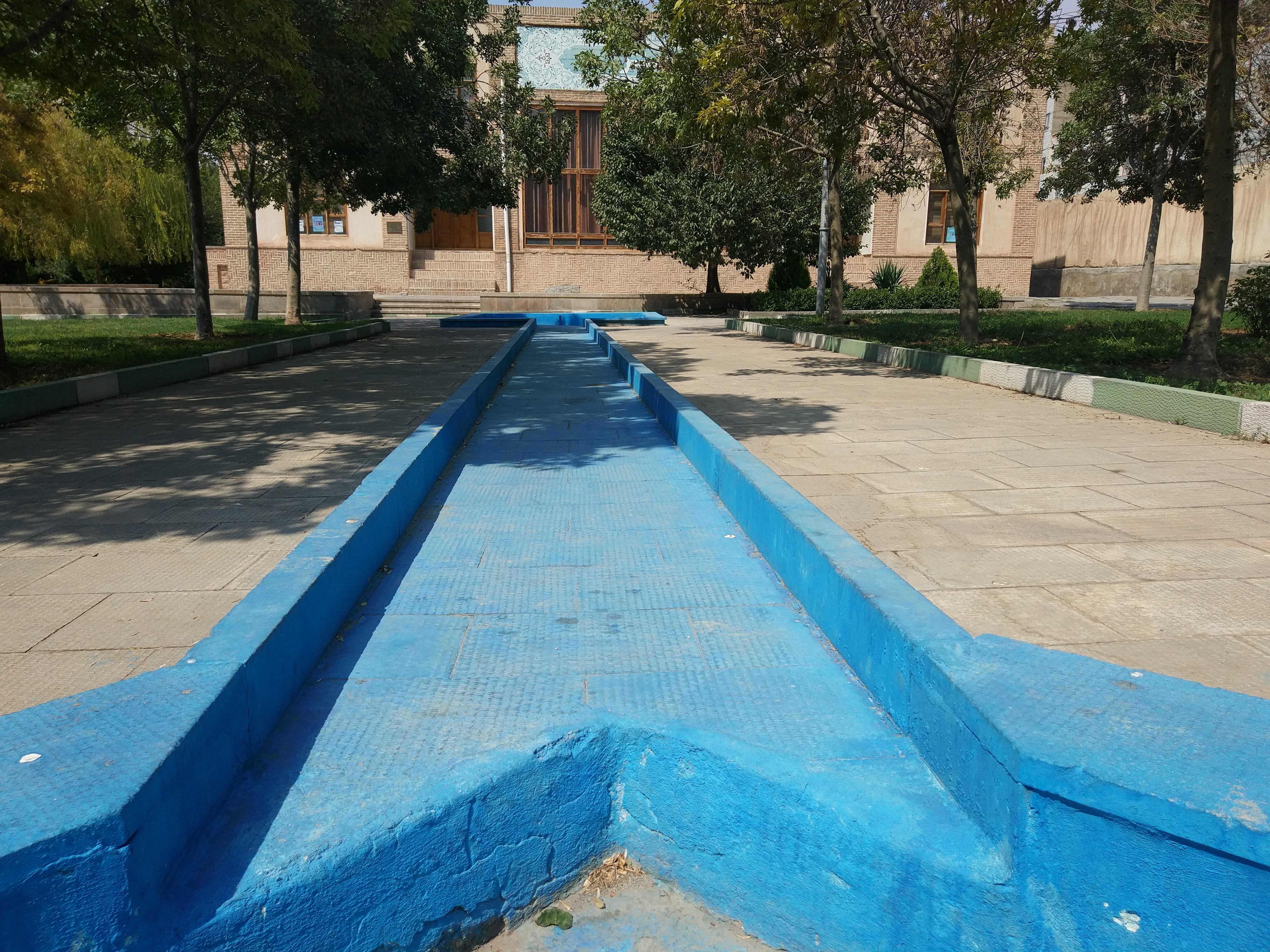